# Enrique Ramírez de Saavedra y de Cueto
Enrique Ramírez de Saavedra y Cueto, iv duc de Rivas (Malta, 1826-Madrid, 7 de novembre de 1914) va ser un literat i polític espanyol de la Restauració.

## Biografia
Va néixer a l'illa de Malta en 1826, on els seus pares, el duc de Rivas i María de l'Encarnación Cueto, es trobaven en l'exili. També es va dedicar a la literatura com el seu progenitor, publicant poesia, novel·la històrica i llibres de contes; obra que li portaria a ingressar en la Reial Acadèmia Espanyola; va prendre possessió de la cadira d el 14 de maig de 1863. Senador electe per la província de Madrid en 1876, des de 1877 exercí de senador vitalici.
També va exercir els càrrecs de regidor i tinent d'alcalde de l'Ajuntament de Madrid.
Va morir el 7 de novembre de 1914 a Madrid.